# Articulata (Crinoidea)
Los articulados (Articulata) son una subclase de equinodermos crinoideos, la única que cuenta con representantes actuales, unas 620 especies.

## Morfología

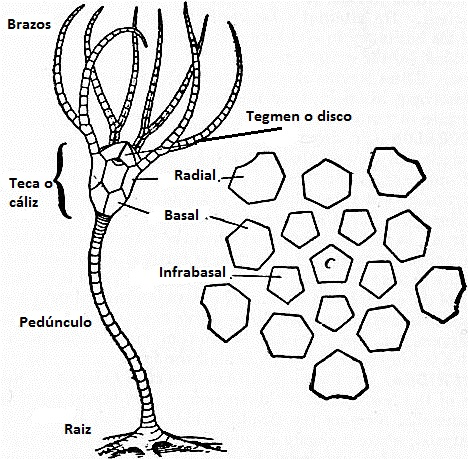
Esquema morfológico de un crinoideo

La boca se sitúa en la superficie del cáliz, o parte central del cuerpo del animal. Cuentan con nervios axiales encerrados en un canal que penetra las placas basales y radiales, así como los osículos braquiales que conforman los brazos. Los braquiales generalmente están unidos por articulaciones musculares, pero la mayoría de especies cuentan también con articulaciones no musculares o ligamentos. Los brazos de todas las especies vivas tienen pínnulas.

## Taxonomía
El Registro Mundial de Especies Marinas acepta siete órdenes en la subclase, de los que dos de ellos están extintos:
- Orden Bourgueticrinida.
- Orden Comatulida. Crinoideos que habitan desde la zona intermareal hasta la zona abisal. Las poslarvas poseen tallo, pero en los juveniles y adultos queda recubierto y adoptan una vida libre. Incluye la mayoría de las especies actuales, unas 540.[1]
- Orden Cyrtocrinida. Crinoideos batiales con un tallo corto formado por dos columnas, o un cáliz engrosado y ensanchado que se cementa directamente sobre el substrato.
- Orden Encrinida †
- Orden Hyocrinida. Crinoideos batiales y abisales con tallo largo, columna delgada y con el disco de fijación terminal.
- Orden Isocrinida. Crinoideos batiales con cirros en espiral a lo largo del tallo.
- Orden Millericrinida †

La taxonomía de los articulados varía según los autores; para una clasificación alternativa véase Mikko's Phylogeny Archive (Articulata).